# Thurman Arnold
Thurman Wesley Arnold (* 2. Juni 1891; † 7. November 1969) war ein US-amerikanischer Jurist für Wettbewerbsrecht.

## Werdegang
Arnold wurde in der Prärie-Stadt Laramie in Wyoming, geboren. Er war der Sohn von Annie (Brockway) und Constantine Peter Arnold. Er begann seine Universitätsstudien am Wabash College in Indiana ging dann aber nach Princeton und machte dort seinen B.A. in 1911. Arnold erwarb den Masterabschluss in Recht an der Harvard Law School in 1914.
Arnold diente im Ersten Weltkrieg, arbeitete kurz in Chicago, bevor er nach Laramie zurückkehrte. Dort wurde er 1921 Mitglied des Wyominger Parlaments und 1923–1924 Bürgermeister von Laramie.
Arnold war Dozent an der University of Wyoming von 1921 bis 1926. Er war Dekan des College of Law der West Virginia University von 1927 bis 1930. Er war visiting professor in Yale von 1930 bis 1931, dann dort ordentlicher Professor für Recht von 1931 bis 1938.
Arnold war oberster Wettbewerbshüter im amerikanischen Justizministerium („assistant U.S. Attorney general, Department of Justice“) von März 1938 bis Januar 1943. Als der führende Wettbewerbsjurist der US-Regierung brachte Arnold zahlreiche Studien auf den Weg, um Antitrust-Anstrengungen in den späten 1930er Jahren anzustoßen. Die Roosevelt-Administration rückte später von den Antitrust-Verschärfungen ab, um Unternehmen freie Hand bei der kriegswirtschaftlichen Produktion für den Zweiten Weltkrieg zu lassen.
Anfang 1943 wurde Arnold zum Richter des „United States Court of Appeals for the District of Columbia Circuit“ ernannt. Damit wurde er von Franklin Roosevelt „nach oben“ wegbefördert, um ihn aus der Antitrust-Division wegzubekommen.
Arnold unterstützte – oder initiierte sogar – die Kampagne der amerikanischen Progressivisten gegen internationale Kartelle. So schrieb er Anfang 1943 das Vorwort zum Werk seines Mitarbeiters Joseph Borkin Germanys Master Plan : The Story of Industrial Offensive. Dieser vertrat eine radikale kartellkritische Position, die zwischen 1943 und 1946 die US-Politik dominierte, etwa auch über Publikationen von Corwin D. Edwards oder Wendell Berge von 1944. Diese neue politische Linie wurde von konservativer wie auch marxistischer Seite als unrealistisch oder imperialistisch zurückgewiesen.
Thurman Arnold heiratete seine langjährige Partnerin Frances Longan Arnold im September 1917. Sie hatten zwei Kinder, Thurman Jr. und George, beide schlugen die juristische Laufbahn ein.
Arnold starb am 7. November 1969.

## Biografische Quellen
- Arnold, Thurman. Fair Fights and Foul; a Dissenting Lawyer’s Life.
- Arnold, Thurman (edited by Gressley, Gene M.). Voltaire and the Cowboy: The Letters of Thurman Arnold .
- Gressley, Gene M.: Thurman Arnold, Antitrust, and the New Deal. In: The Business History Review. 38, Nr. 2, S. 214–231.
- Miscamble, Wilson D.: Thurman Arnold Goes to Washington: A Look at Antitrust Policy in the Later New Deal. In: The Business History Review. 56, Nr. 1, S. 1–15.
- Waller, Spencer Weber: Thurman Arnold: A Biography, 2005 New York University Press, New York.

## Werke
- Arnold, Thurman W. The Bottlenecks of Business.  New York: Reynal & Hitchcock, 1940. ISBN 1-58798-085-1
- Arnold, Thurman W. The Folklore of Capitalism.  New Haven: Yale University Press; London: Humphrey Milford/Oxford University Press, 1937;  1962, with new preface.  1-58798-025-8
- Arnold, Thurman W. The Symbols of Government.  New Haven: Yale University Press, 1935;  New York:  Harcourt, Brace & World, 1962, with new preface.